# Gloria Borger
Gloria Anne Borger (nascida em 22 de setembro de 1952) é uma comentarista política, jornalista e colunista dos Estados Unidos. Borger foi editora contribuinte e colunista do U.S. News & World Report, até se reformar. Ela foi correspondente da política nacional para a CBS News. Depois de entrar para a CNN em 2007, ela cobriu a campanha de 2008. Ela aparece em uma variedade de programas da CNN, incluindo aparições diárias no programa The Situation Room e aparições regulares no John King, USA.
Ela trabalhou anteriormente nos programas da CBS Capital Report, Face the Nation e 60 Minutes II. 
Ela também aparece ocasionalmente no PewNews.